# Вязьмино (Владимирская область)
Вязьмино — деревня в Александровском районе Владимирской области, входит в состав Андреевского сельского поселения.

## География
Деревня расположена на берегу реки Малый Киржач в 14 км на юго-запад от центра поселения села Андреевское и в 13 км на юго-восток от Александрова. 

## История
В конце XIX — начале XX века деревня входила в состав Андреевской волости Александровского уезда, с 1926 года — в составе Александровской волости. В 1859 году в деревне числилось 27 дворов, в 1905 году — 24 двора, в 1926 году — 27 дворов.
С 1929 года деревня входила в состав Федоровского сельсовета Александровского района, с 1940 года — в составе Романовского сельсовета, с 1948 года — в составе пригородной зоны города Александрова, с 1965 года — в составе Александровского района, с 1969 года — центр Вязьминского сельсовета, с 1975 года — в составе Елькинского сельсовета, с 2005 года — в составе Андреевского сельского поселения. 

## Население
| 1859 | 1905 | 1926 | 2002 | 2010 | 2021 |
| ---- | ---- | ---- | ---- | ---- | ---- |
| 170  | ↗203 | ↘117 | ↘61  | ↘38  | ↗51  |